# EC São Bernardo
EC São Bernardo is een Braziliaanse voetbalclub uit de stad São Bernardo do Campo in de staat São Paulo. De club wordt ook wel Esporte São Bernardo genoemd.

## Geschiedenis
De club werd opgericht in 1928. De club slaagde er nooit in om te promoveren naar de hoogste klasse van het Campeonato Paulista, maar speelde wel 11 seizoenen in de Série A2. Na drie seizoenen van 1950 tot 1952 speelde de club enkel nog in 1954, 1959 en 1961 in de derde klasse. Van 1982 tot 1989 speelde de club acht jaar op rij in de Série A2 maar kon geen promotie afdwingen. De club speelde nog tot 1994 in de Série A3. De club kreeg te kampen met financiële problemen en in 2002 werd de club zelfs opgeheven. In 2010 keerde de club terug en speelt anno 2017 in de Segunda Divisão, de vierde hoogste klasse in de staat. Intussen speelt de club ook in de schaduw van stadsrivaal São Bernardo FC, dat in 2004 opgericht werd en intussen al tot de hoogste afdeling geklommen is.